# Bujačí vrch
Bujačí vrch (1946,9 m n. m.) je horský vrchol v Belianských Tatrách na Slovensku.

## Charakteristika
Bujačí vrch je významný vyhlídkový vrchol Belianských Tater. Je součástí jediného hřebene této části Tater a jeho nejvýchodnějším vrcholem. Na východ pokračuje dále směrem k Skalním vratům, pod kterými se nachází chata Plesnivec. Na západ pokračuje hřeben přes Predné Jatky, Veľký Košiar, Zadné Jatky, Hlúpy a končí v Širokém sedle. Odtud pokračuje druhá část hlavního hřebene Belianských Tater s nejvyšším vrcholem – Havran.
Na jih od Bujačího vrchu leží tzv. Komíny, skalní útvary a Rakúsky chrbát. Na sever od vrchu leží lesy nazvané Jehněčí. Po obou stranách vrcholu běží do hlubokých údolí travnaté svahy. Z Bujačího vrcholu je vidět obce ležící na severu či štíty Vysokých Tater.
Vrchol je výborně viditelný z Doliny Kežmarské Bílé vody a Doliny Zeleného plesa a také z obce Ždiar.

## Přístup
Bujačí vrch je podobně jako velká část Belianských Tater pro veřejnost uzavřen, ale přesto je často navštěvován. Je přístupný po kdysi značkovaném chodníku, který vede od chaty Plesnivec (zelená značka), po ujití několika desítek výškových metrů a po louce doprava odbočuje dobře vyšlapaná stezka (někdy se v serpentinách objeví i modrá značka původního značení). Stezka je udržovaná, jsou na ní ještě i původní kamenné schody, ale pohyb po ní je zakázán.
Od Bujačího vrchu vede hřebenovka až po Kopské sedlo, dobře udržovaná, značená červenou značkou, avšak také zakázána. V roce 1993 byla pro veřejnost otevřena alespoň část Belianských Tater a to Monkova dolina ze Ždiaru do Kopského sedla.